# Fome Zero
Fome Zero (en portugués, /ˈfɔmi ˈzɛɾu/ y traducido al español como Hambre Cero) es un programa del Gobierno brasileño introducido por el presidente Luiz Inácio Lula da Silva en 2003 con el objetivo de erradicar el hambre y la extrema pobreza en Brasil.

## Contenido del programa
El programa es coordinado por el Ministério do Desenvolvimento Social e Combate à Fome (Ministro de Desarrollo Social y del Combate contra el Hambre) y se encarga de poner en marcha la estrategia gubernamental destinada a garantizar el derecho básico al acceso a la alimentación. El programa toma diferentes formas, desde la ayuda directa a las familias más pobres (a través de la tarjeta Bolsa Família) hasta diversas estrategias como la creación de cisternas de agua en las áreas semiáridas de Brasil, la creación de restaurantes de bajo coste, la educación y sensibilización sobre hábitos alimenticios saludables, la distribución de suplementos de vitaminas y sales minerales, y el apoyo de la agricultura familiar de subsistencia facilitando el acceso a microcrédito.
Fome Zero es la mayor iniciativa del gobierno brasileño destinada a combatir el hambre en la historia del país, y se basa en programas asistenciales similares implementados por gobiernos anteriores.

## Efectos
El programa ha contribuido de modo claro y significativo a las mejoras recientes de Brasil en su lucha contra la pobreza, de acuerdo a los resultados de la investigación llevada a cabo por diferentes universidades, así como por el Instituto Brasileño de Geografía y Estadística(IBGE). Una evaluación econométrica ex ante de Bolsa Escola encontró efectos singnificativos entre las tasas de aumento en asistencia escolar y la reducción de menores dedicados al trabajo infantil.
El Banco Mundial, que creó en junio de 2005 un Bolsa Família Project destinado a asistir al gobierno brasileño en la gestión del Programa Bolsa Familia, afirma que "aunque el programa es relativamente joven, algunos resultados son ya aparentes, incluyendo (...) la contribución a la mejora de resultados escolares, el impacto en el crecimiento de los niños, el consumo de alimentos y la calidad de la dieta".
Un estudio del Centro de la Pobreza de PNUD encontró que más del 80% de los beneficios de Bolsa Familia van dirigidos a familias que viven con menos de la mitad del salario mínimo per cápita, por lo que la mayor parte de los efectos del programa van a los menos favorecidos.
 en Brasil desde el año 2011.
Investigaciones llevadas a cabo por el Banco Mundial, muestran que el programa produjo una significativa reducción de la explotación por trabajo infantil entre los menores beneficiados por el programa Bolsa Familia.
Un efecto positivo del programa que no fue inmediatamente aparente, fue el significativo impacto en el presupuesto de las familias más pobres. Ya que los niños que acuden a la escuela pública en Brasil, reciben una comida gratuita al día en áreas más pobres,misma que contribuye a un menor gasto.
En una encuesta sobre los beneficiarios del programa Bolsa Familia, el 82.4% informaron que comían mejor. Adicionalmente, se ha informado del aumento de los ingresos de las familias más pobres en un 25%.

## Críticas
En 2003, David de Ferranti, representante del IBRD, instituto parte del Banco Mundial, para Latinoamérica y el Caribe, criticó el programa, por su falta de objetivo concreto, afirmando que el programa no combatía la pobreza y desigualdad de ingresos del país. También criticó los mecanismos de entrega de dinero y de distribución de alimento.